# Bab Taza
Bab Taza (arabiska: باب تازة) är en landskommun i Marocko. Den ligger i provinsen Chefchaouen och regionen Tanger-Tétouan-Al Hoceïma, 190 km nordost om huvudstaden Rabat. Antalet invånare var 28 713 vid folkräkningen 2014.